# Historie ergoterapie v Česku

## Historie
V České republice je ergoterapie v porovnání se západní Evropou, Kanadou a USA poměrně novou profesí.
Ergoterapie byla ve svých počátcích aplikována jako terapeutická metoda u pacientů s psychickým onemocněním v psychiatrických léčebnách. Dříve byla ergoterapie známa pod názvem „léčba prací“ (Až od 70. let byl změněn název na ergoterapii). Avšak využívání terapie ve formě určité aktivity je staré jako lidstvo samo.
V 19. století se začala zlepšovat péče o tělesně postižené, díky sociální péči i o duševně nemocné. U těchto pacientů se zdůrazňoval význam léčby prací.
První pokusy o zavedení moderní rehabilitace s využitím práce.
První pokusy o zavádění moderní rehabilitace po vzoru Evropy s využitím práce k léčebným účelům začaly v Ústavu pro choromyslné v Praze roku 1850. Dále v Lázních Jeseníky, v Psychiatrické léčebně v Brně, v Psychiatrickém ústavě v Bohnicích a v Jedličkově ústavu v Praze, kde ergoterapie se z psychiatrické oblasti rozšířila i do oblasti tělesného postižení. Dále vzniklo senatorium Luži – Košumberk pro lidi po TBC.
Vývoj od roku 1945 do začátku 90. let.
Ve spolupráci se zahraničními odborníky byl založen Rehabilitační ústav pro léčení poliomyelitidy v Jánských lázních, který nabízel cílenou funkční léčbu a možnost výroby na tkalcovských stavech. Léčba prací se také uplatňovala v rehabilitačním ústavu Chuchelná, Hrabyně a Karviná.
Roku 1947 byl otevřen Rehabilitační ústav v Kladrubech pro akutní kvadruplegiky, paraplegiky a pro polytraumata. Zde se soustřeďovala první školící základna pro léčbu prací. V roce 1947 byl zde uspořádán 1. kurz ergoterapie pořádaný ergoterapeuty z USA. Tato spolupráce byla klíčová a vedla k rozšíření ergoterapie do rehabilitačních ústavů, nemocnic a ambulancí. Z ideologických důvodů po r. 1948 skončily kontakty se zahraničními ergoterapeuty.
Po roce 1989 s nástupem demokracie byly obnoveny kontakty se zahraničními ergoterapeuty a mohlo tak docházet k předávání zkušeností.

## Současnost
Dnes je ve světě ergoterapie vnímána jako důležitá a rychle se rozvíjející medicínská profese. Začátkem 21. století prochází vývojem ke komplexnímu pojetí léčby. Moderní ergoterapie již využívá daleko méně rukodělných činností. Orientuje se na individuální nácvik soběstačnosti, nácvik modelových smysluplných činností, vybavení kompenzačními pomůcky, úpravu bydliště pacienta.
To vše s cílem dosáhnout co nejvyšší kvality života. Využívá také vyšetřovacích metod zejména vyšetření všedních denních činností, senzomotorických a kognitivních funkcí. Ergoterapie se vedle zdravotních zařízení uplatňuje také v sociální oblasti.

## Vznik vysokých ergoterapeutických škol[3]
- Ostrava: lékařská fakulta - r. 1992
- Praha:1. lékařská fakulta Univerzity Karlovy - r. 1994

- Plzeň: Fakulta zdravotnických studií Západočeské univerzity v Plzni - r. 1996

- Ústí nad Labem: Fakulta zdravotnických studií Univerzity Jana Evangelisty Purkyně -r. 2012
- Olomouc: Fakulta zdravotnických věd - r. 2019